# Charlie Bubbles
Charlie Bubbles és una pel·lícula britànica d'Albert Finney, estrenada el 1967. Ha estat doblada al català.

## Argument
Història d'amor entre un home casat afeccionat al futbol i la seva secretària sobre un fons de problemes de classes socials. L'estadi de futbol d'Old Trafford il·lustra aquesta diferència social prenent l'exemple de les molt noves llotges el luxe de les quals contrasta clarament amb les tribunes populars.
Si aquesta argument descriu el que passa, convé subratllar la dimensió estrambòtica i irreal d'aquest document excepcional. La pel·lícula és tan destacable en el seu gènere com Zabriskie Point. La juxtaposició de situacions contradictòries en si trivials (la trobada de dues famílies en una cafeteria d'autopista) i de temps (a la nit, el lloc és desert), d'accessoris (la nina que pren aspectes de nena petrificada suspesa entre dos pares) i de pastís de crema (l'escena del club on sàviament els dos protagonistes s'insulten després d'untar-se el pa de pastes, de crema, el tot tan britànic...) prefigura els Monty Python. En resum, del Cambridge Arts Theatre abans de l'hora. I no són més que alguns detalls. El treball d'anàlisi encara s'ha de fer, malgrat dos articles particularment interessants: el de Renata Adler (NYT 1968) i de Neil Young (Neil Young's Film Lounge 2004).
En resum, una obra mestra que hauria pogut prevenir el 68 si s'hagués estrenat sis mesos abans.

## Repartiment
- Albert Finney: Charlie Bubbles
- Colin Blakely: Smokey Pickles
- Billie Whitelaw: Lottie Bubbles
- Liza Minnelli: Eliza
- Timothy Garland: Jack Bubbles
- Peter Suschitzky: M. Noseworthy (no surt als crèdits)

## Premis i nominacions
Premis
- 1969: BAFTA a la millor actriu secundària per Billie Whitelaw